# エフゲニア・ポベディモーヴァ
エフゲニア・ゲオルギエヴナ・ポベディモーヴァ（Yevguenia Gueórguievna Pobedímova、ロシア語表記:Евгения Георгиевна Pobedimova、1898年11月12日 - 1973年5月5日）はソビエト連邦の植物学者である。

## 略歴
1930年から1931年の間に行われたモンゴル、中央アジアの調査に参加した。第二次世界大戦の始まる直前にレニングラードの植物学研究所で博士号を得て、1941年に研究員となった。第二次世界大戦中は、病院の看護婦として働き、キルギスのフルンゼ（ビシュケク）やカザンで働いた。1944年にレニングラードに戻り植物学研究所の再建に貢献した。
1946年から1947年の間と1949年にコーカサスやクリミアを調査し、1953年に、モンゴル・アルタイ山脈を調査した。多くの科の植物に関するモノグラフ（総括論文）を執筆し、ソビエトで編纂された大規模な事典『ソビエト連邦の植物』（"Флора СССР"）に貢献した。
アカネ科の植物の種、Galium pobedimovae やキク科の植物の種、Taraxacum pobedimovae スミレ科の植物の種、Viola pobedimovae(Viola ruppiiのシノニム)などに献名された。

## 著作
- 1950. Stelleropsis. Bot. Mater. Gerb. Bot. Inst. Komarova Akad. Nauk SSSR 12: 148
- 1953. On the change in the generic names on the Genera Vincetoxicum.
- 1952. Antitoxicum. : B.K. Schischkin & E. G. Bobrov (編集)の Fl. URSS 18: 674
- 1953. Flore d'URSS - Volumen 18 - Boris Konstantinovich Schischkin と Evgenij Gregorievic Bobrovによる編集 - Leningrado, pp. 665 de la edición original (489 en la traducción inglesa)
- 1961. Microcephala. Bot.Mater.Gerb.Inst.Komarova Akad. Nauk SSSR 21: 356
- 1967. Asclepiadaceae. En: V.L.E. Komarov (ed.) Flora of the U.R.S.S. vol. 18; tradujo al inglés N. Landau, P. Lavoott. Israel Program for Scientific Translation, Jerusalem, pp. 487–527
- 1972. Arischrada. Novosti Sist. Vyss. Rast. 9: 247